# Vuurtoreneiland
Vuurtoreneiland (que en neerlandés significa "Isla del Faro") es una pequeña isla en el lago IJmeer, en los Países Bajos, localizada junto a la costa de Durgerdam. La función principal de la isla es servir como sede para un faro, Además hay un fuerte militar en la isla que fue abandonado en la década de 1930.
La isla es un Patrimonio de la Humanidad. Es propiedad del Estado holandés, y es administrada por la Staatsbosbeheer. En 2011, Staatsbosbeheer comenzó a invitar a las empresas a proponer un plan de restauración de los edificios (los costos se estiman entre 1 y 2 millones de euros) y además propuso el uso comercial de la isla, manteniendo su condición de monumento.